# ドナルドの夢の声
『ドナルドの夢の声』（ドナルドのゆめのこえ、原題：Donald's Dream Voice）は、ウォルト・ディズニー・プロダクション（現：ウォルト・ディズニー・カンパニー）が制作したアニメーション短編映画作品である。ドナルドダック・シリーズの第77作。

## あらすじ
ブラシのセールスマンとして街の家々を回るドナルド。真面目に仕事をするドナルドだったが、ドナルドが家を訪ね客に一言発するたびに「なにを言ってるのかわからんな」「帰りなさい」「人を馬鹿にするとどうなるかよく覚えとき」と言われ門前払い。ドナルドのガラガラ声が客に理解してもらえなかったのだ。デイジーに慰められ再度街を回るも、結果は同じ。ドナルドはすっかり落ち込んでしまいとぼとぼ道を歩いていると、露店で「男らしい声になる薬」を売っているのを見つける。ドナルドは信じられないながらも、物は試しと薬を購入、1粒飲んでみる。するとドナルドの口から発せられたのはいつものガラガラ声ではなく実に男らしい美声。あまりの美声に感激したドナルドは、ブラシを全部売ったあとでこの美声でデイジーにプロポーズする計画を立てる。
美声のおかげでブラシはあっという間に完売し、デイジーのもとへ急ぐドナルド。1粒の効果時間は短く、効果が切れるたびにドナルドは薬を飲み直していたが、道を急ぎ慌てるあまり転んで薬の箱を落としてしまい、薬は1粒を残してすべて溝に落ちてしまう。最後の1粒を大事に持ってデイジーの家の前にやってきたドナルドは再び薬の効果が切れたため最後の薬を飲もうとするが、不注意で落としてしまった。転がっていった薬はマンホールの下で作業をしていた怖そうな巨漢男の帽子の上に。ドナルドは男からあの手この手を使ってなんとか薬を取り返そうとするが、薬はさらに転がっていき、ついに牧場の牛に食べられてしまった。ドナルドは薬を返せと牛に迫るも、薬で人語を話すようになった牛から一言、「悪いんだけどね」「あんた何言ってるのかわかんないのよね」。プロポーズ計画が台無しになったばかりか牛にまで声をバカにして諦め、もうドナルドは自身の頭を叩くしかなかった。

## スタッフ
- 監督：ジャック・キング
- 作画：エドウィン・アーダル、ポール・アレン他
- 脚本：ロイ・ウィリアムズ
- レイアウト：ドン・グリフィス
- 背景：メルル・コックス
- 音楽：オリバー・ウォレス

## キャスト
| キャラクター   | 原語版                                  | 旧吹き替え版 | 新吹き替え版 |
| -------------- | --------------------------------------- | ------------ | ------------ |
| ドナルドダック | クラレンス・ナッシュ レスリー・デニソン | 関時男       | 山寺宏一     |
| デイジーダック | ルース・クリフォード                    | 後藤真寿美   | 土井美加     |
| お客(A)        | レスリー・デニソン                      | 江原正士     | 茶風林       |
| お客(B)        | ?                                       | 土井美加     | 片岡富枝     |
| お客(C)        | ?                                       | 遠藤征慈     | 中田和宏     |
| お客(D)        | ?                                       | 後藤真寿美   | 土井美加     |
| 巨漢男         | ドン・ブロディ                          | 江原正士     | たてかべ和也 |
| 牛             | レスリー・デニソン                      | 遠藤征慈     | 肝付兼太     |
| ナレーション   | -                                       | 土井美加     | -            |

ドナルドダックの英語版声優は、同時期の他作品と同じくクラレンス・ナッシュであるが、本作で美声になった声はレスリー・デニソンが演じている。日本語吹き替え版では新旧それぞれに同一声優が声色を変えて演じている。
デイジーダックの英語版声優はグロリア・ブロンデルではなく、ルース・クリフォードが演じている。次作以降では再びグロリア・ブロンデルが勤めているため、ルース・クリフォードによるデイジーダックは本作のみとなっている。

## 日本での公開

### 収録
- 『ディズニー・アニメ ゴールド・シリーズ デイジー』（VHS、ポニーキャニオン・バンダイ・ホームビデオ、旧吹き替え版）
- 『ゆかいな仲間たちミッキーとドナルドの仲間たち』（VHS、ブエナ・ビスタ・ホーム・エンターテイメント、旧吹き替え版）
- 『ドナルドダック・クロニクル Vol.3 限定保存版』（DVD、ブエナ・ビスタ・ホーム・エンターテイメント、新吹き替え版）